# Charles Mathieu Schols

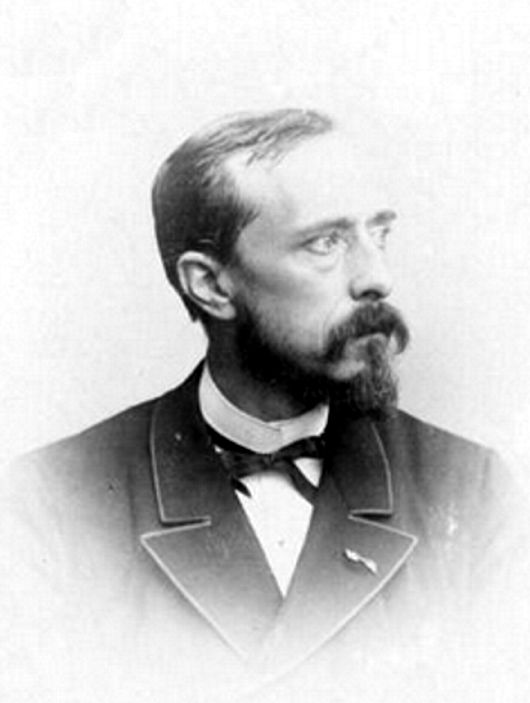
Charles Mathieu Schols (1849-1897)

Charles Mathieu Schols (Maastricht, 28 maart 1849 - Delft,10 maart 1897) was een Nederlands waterbouwkundige en hoogleraar aan de Koninklijke Academie in Delft.

## Opleiding en eerste werkkring
Schols zat op de in 1863 opgerichte HBS in Maastricht (hij was dus een van de eerste leerlingen van dit nieuwe schoolsysteem), waar hij in 1866 met hele goede resultaten slaagde. Daarna kreeg hij nog een jaar privaatles in wiskunde ging daarna naar de polytechnische school in Delft. Hij studeerde in 1871 af. Hij had een slechte gezondheid, hij kon niet studeren bij de warmte van een kachel. 's Winters ging hij daarom vaak even naar een huisgenoot om op te warmen. Ook op de polytechnische school had hij excellente resultaten.
Direct na zijn afstuderen kreeg hij een baan bij de Waterstaat, waar hij een jaar betrokken was bij de rivierwerken in de Waal in Nijmegen.

## Hoogleraar in Delft
Met ingang van 1 september 1872 werd hij benoemd tot leraar in de wiskunde, de landmeetkunde, het waterpassen en de geodesie aan de militaire academie te Breda. Deze betrekking verwisselde hij met ingang van 1 september 1878 tegen die van hoogleeraar in de drie laatstgenoemde vakken aan de polytechnische school te Delft.

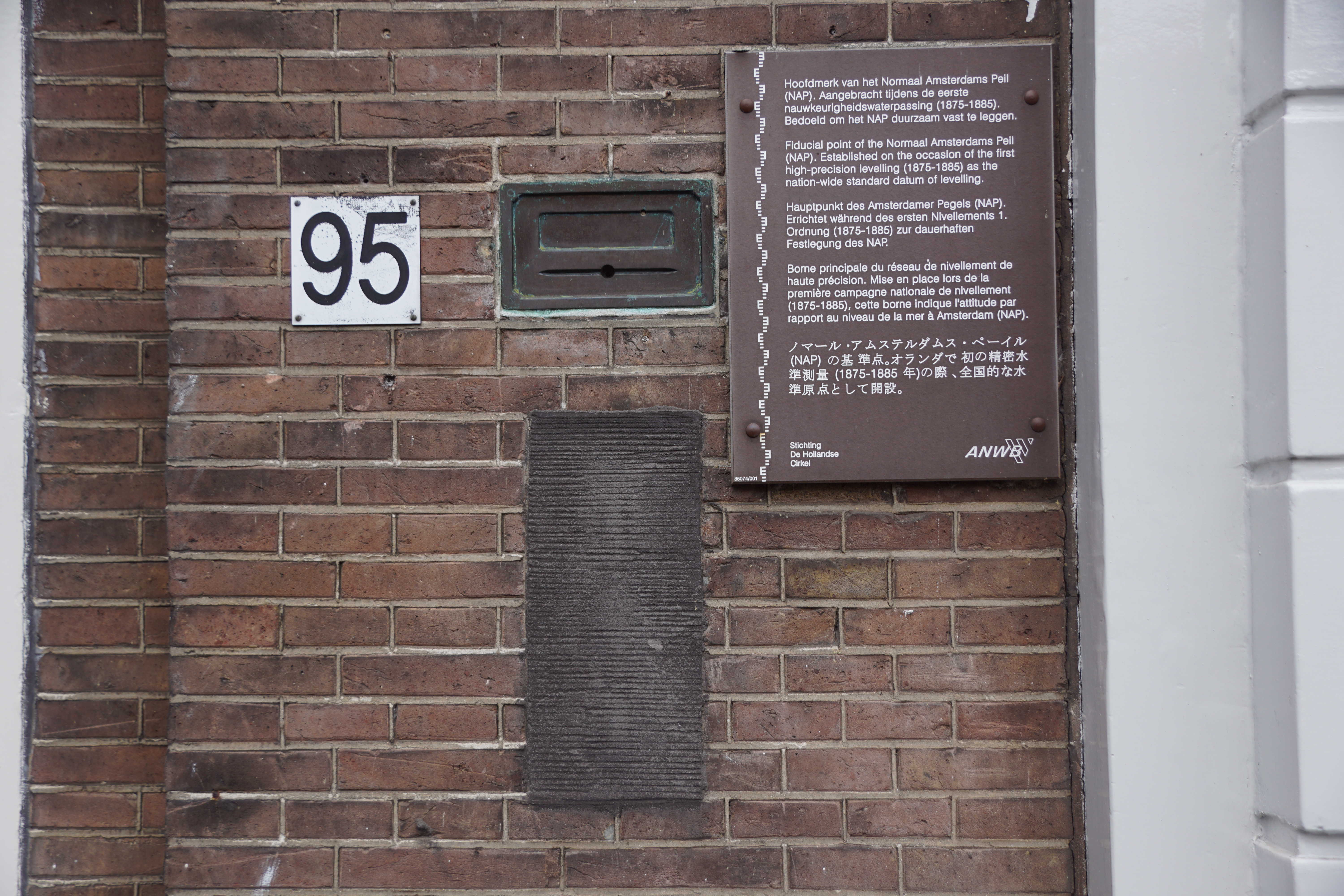
Peilmerk Oude Delft 95

## Waterpassing
Hij werd in 1881 lid der Rijkscommissie voor graadmeting en waterpassing, die door L. Cohen Stuart begonnen was, waaronder de nauwkeurigheidswaterpassing (verbetering van het peil van AP naar NAP), en die tevens het door dr. F.J. Stamkart werk met betrekking tot de graadmeting, wat hij na diens overlijden in januari 1882 voortzette. In 1886 werd met een geheel nieuwe triangulatie van Nederland begonnen, ter vervanging van het op dat moment verouderde driehoeksnet van generaal C.R.T. Krayenhoff  moest dienen. Vanaf 1888 werd hieraan een driehoeksnet van lagere orde ten behoeve van het kadaster en van de rivierkaarten toegevoegd. Bij het overlijden van Schols aan een slepende ziekte waren deze werken nog niet voltooid. De Koninklijke Academie spelde in dit werk een hoofdrol, nog steeds is in het gebouw van de Academie (Oude Delft 95 in Delft, in gebruik bij het IHE) een van de basispeilmerken te zien.

## Overige functies
Schols werd in 1880 benoemd tot lid der Koninklijke Akademie van wetenschappen. Van 1884 tot 1887 en van 1888 tot 1893 was hij lid van het bestuur van het Koninklijk Instituut van ingenieurs. In 1886 werd hij door de Senaat van de Leidse universiteit benoemd tot doctor honoris causa.
Hij was met zijn ambtgenoten N.H. Henket en E. Steuerwald hoofdredacteur van het handboek Waterbouwkunde. Hij bewerkte daarvan met E. Steuerwald de afdeling Beschoeiingen en bekleedingsmuren (1885) en met dr. C.A. Scheltema (1888-1896) de afdeling Berekening der bruggen.

## Privé
Schols was de zoon van Johannes Petrus Georgius Schols en Maria Hubertina Hendrica Josepha Ubaghs. Hij was ongehuwd.
- Biografisch Portaal: 69260398
- International Standard Name Identifier: 0000 0003 9562 5662
- Nederlandse Thesaurus van Auteursnamen: 07230443X
- Système universitaire de documentation: 187402752
- Virtual International Authority File: 290407390
- WorldCat: E39PBJmP96HPB9P8KYPWdqt9Xd